# 광상희

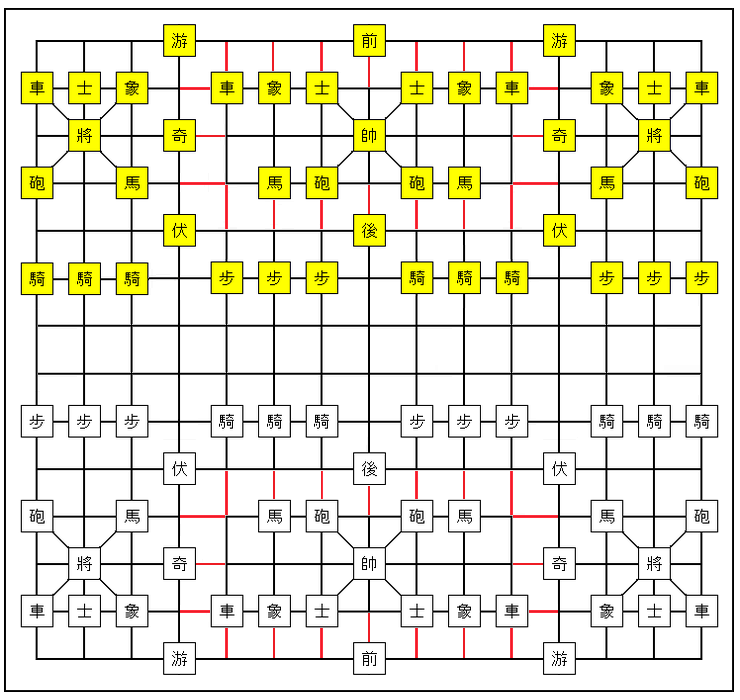

광상희(廣象戱)는 장기의 다이쇼기 버전으로 장기의 확장 버전이다. 실제로도 판의 크기가 다이쇼기와 거의 비슷하다.

## 개요
광상희의 판에는 궁성이 3개가 존재하며 가운데에 주궁성 1개를 기준으로 양옆에 부궁성 2개가 있어서 각 진영당 궁성의 숫자는 총 3개로 합이 6개가 존재한다.
궁은 주궁(主宮)과 부궁(副宮)이 존재하며 주궁을 수(帥), 부궁을 장(將)이라 한다. 주궁인 수는 1개, 부궁인 장은 2개다.
주궁인 수에게는 원래 장기처럼 상2개, 마2개, 포2개, 차2개, 사2개가 부여되며 부궁인 장에게는 상1개, 마1개, 포1개, 차1개, 사1개만 부여된다. 병과 졸은 기(騎)와 보(步)로 나뉘며 둘 다 후퇴가 불가능하지만 기는 대각선, 보는 직선으로 1칸 이동한다. 수에게는 기3개, 보3개가 모두 주어지지만 장에게는 좌측의 장에는 보만 3개, 우측의 장에게는 기만 3개가 각각 부여된다. 가운데에 있는 수와 양 옆에 있는 장 사이에는 복(伏), 기(奇), 유(遊)가 앞에서부터 순서대로 하나씩 배치되며  수의 앞에는 전(前), 수의 뒤에는 후(後)가 각각 배치된다.
룰은 원래의 장기와 동일하지만 추가된 점이 하나 있는데 장을 잡을 경우 해당 장에 딸린 모든 기물을 아군으로 만들 수 있지만 그 장을 잡은 기물이 잡히면 휘하의 기물들을 다시 되찾아올 수 있다.

## 행마법
궁
- 수(帥): 장기의 한(漢) 또는 초(楚)와 동일하며 자신의 궁을 벗어날 수 없다. 잡히면 바로 패배한다.
- 장(將): 수(帥)와 동일하지만 잡힌다고 바로 패배하진 않는다.

장기와 행마법과 글자까지 동일한 기물
- 상(象)
- 마(馬)
- 포(包)
- 차(車)
- 사(士)

병졸
- 보(步): 글자만 다를 뿐 장기의 병(兵) 또는 졸(卒)과 동일하다.
- 기(騎): 보처럼 후퇴가 불가능하며 좌우 이동이 가능한 점은 보와 동일하지만 전진은 직선이 아닌 대각선으로 1칸 전진한다.

기타 기물
- 복(伏): 직선으로 2칸 이동 후 대각선으로 1칸 이동한다. 상(象)과 비슷하게 3번 움직이지만 이족은 상과는 달리 직선으로 2번 움직인 후 대각선으로 1번 움직인다. 다른 기물을 잡을 수 없으며 다른 기물에게도 잡히지 않으며 오직 복끼리만 잡을 수 있다.[1]
- 기(奇): 직선 방향으로 1칸 또는 2칸을 이동한다.
- 유(遊): 대각선으로 2칸 이동한다.
- 전(前): 알려진 바는 없지만 외영의 밖에서만 움직일 수 있다. 따라서 내영 아래로는 못내려간다.
- 후(後): 알려진 바는 없지만 외영의 안에서만 움직일 수 있다. 따라서 내영 앞으로 진출하지 못한다.